# سارا شون
سارا شون (انگلیسی: Sarah Shevon؛ زاده ۱۰ ژوئیهٔ ۱۹۸۴) بازیگر پورنوگرافی اهل ایالات متحده آمریکا است.